# Puente Paraíso
El Puente Paraíso es un viaducto en la ciudad de Nauta, departamento de Loreto, Perú. Infraestructura moderna que atraviesa la quebrada Zaragoza con una longitud de aproximadamente de 400 metros de largo. Es el segundo puente más largo del departamento de Loreto después del Puente Nanay de Iquitos.

## Antecedentes
La necesidad de un puente sobre la quebrada Zaragoza se remonta a la creación del Asentamiento Humano "Nuevo Paraíso" desde el año 1997. Desde entonces, los moradores, liderados por su dirigente Eduardo Silvano Ahuanari, han asumió el reto de gestionar la construcción de un puente carrozable que los uniría con la ciudad de Nauta.

## Inicio de construcción
La construcción se inició en marzo del año 2021, por el Gobierno Regional de Loreto al mando del gobernador Elisban Ochoa Sosa.
Fue entregado el 30 de abril del 2022 en el marco del aniversario de la ciudad de Nauta.

## Características
- 397.5 metros de largo
- 8 metros doble vía
- 1.50 metros de vereda peatonal en ambos lados[1]
- Capacidad de carga de 40 toneladas
- Pilotes pre excavados[5]
- Pilares de concreto[5]
- Estructura metálica (Viga cajón)
- Postes de luz led alimentado con energía fotovoltaica
- Asfaltada en toda su trayectoria

## Beneficio
El puente une los pueblos de la periferia de la ciudad y facilita además el traslado de productos al mercado local y regional. Se ha convertido además en uno de los atractivos turísticos de Nauta.